# Elecciones legislativas de Nueva Caledonia de 2004

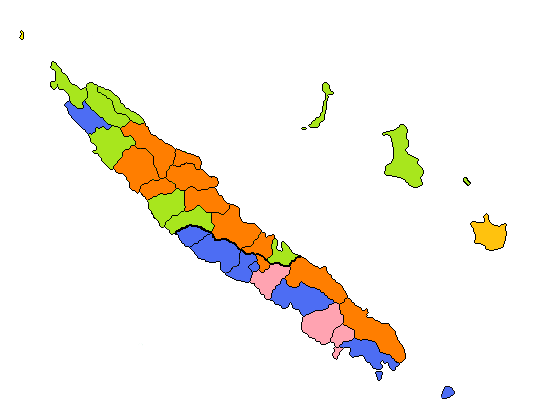
Resultados de las elecciones de 2004 en Nueva Caledonia

Elecciones legislativas tuvieron lugar en Nueva Caledonia el 9 de mayo de 2004. A pesar de que tanto El Encuentro-UMP como Futuro Juntos obtuvieron 16 asientos, Marie-Noëlle Thémereau de Futuros Juntos asumió la presidencia.

## Resultados
| Partidos                        | Partidos | Votos  | %      | Escaños |
| ------------------------------- | --- | ------ | ------ | ------- |
| Partidos anti-independentistas  | |        |        |         |
|                                 | El Encuentro-UMP (Le Rassemblement-UMP) | 21 880 | 24,43% | 16      |
|                                 | Futuro Juntos (Avenir ensemble) | 20 328 | 22,69% | 16      |
|                                 | Agrupación Nacional (Front national) | 6 684  | 7,46%  | 4       |
|                                 | Otras listas anti-independencia | 2 971  | 3,32%  | 0       |
| Total                           | Total | 51 863 | 57,91% | 36      |
| Partidos nacionalistas          | |        |        |         |
|                                 | Unión Nacional por la independencia-Frente de Liberación Nacional Kanak y Socialista (Union nationale pour l'indépendance - Front de libération nationale kanak et socialiste) | 14 651 | 16,36% | 8       |
|                                 | Unión Caledonia (Union calédonienne) | 10 623 | 11,86% | 7       |
|                                 | Otras listas pro-independencia | 3 491  | 3,90%  | 0       |
|                                 | Unión de comités de la Cooperación por la Independencia (Union des comités de la Coopération pour l'Indépendance)                                                              | 2 864  | 3,20%  | 1       |
|                                 | Liberación Kanak Socialista (Libération kanak socialiste) | 2 575  | 2,87%  | 1       |
|                                 | Unión Caledonia (Union calédonienne renouveau) | 1 587  | 1,77%  | 1       |
| Total                           | Total | 35 791 | 39,96% | 18      |
| Otros                           | |        |        |         |
|                                 | Caledonia mi país (Calédonie mon pays) | 1 908  | 2,13%  | 0       |
| Total (participación de 76,44%) | Total (participación de 76,44%) |        |        | 54      |